# William A. Barrett

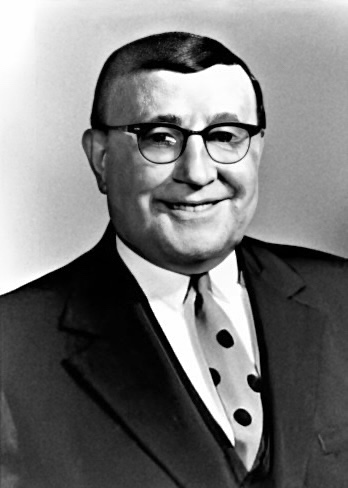
William A. Barrett

William Aloysius Barrett (* 14. August 1896 in Philadelphia, Pennsylvania; † 12. April 1976 ebenda) war ein US-amerikanischer Politiker. Zwischen 1945 und 1976 vertrat er zwei Mal den Bundesstaat Pennsylvania im US-Repräsentantenhaus.

## Werdegang
William Barrett besuchte die Brown Preparatory School und das St. Joseph’s College in Philadelphia. Außerdem studierte er an der South Jersey Law School Jura. Es ist aber nicht überliefert, ob er je als Jurist gearbeitet hat. In den folgenden Jahren war er in der Immobilienbranche tätig. Politisch wurde er Mitglied der Demokratischen Partei und saß zeitweise in deren lokalem Parteivorstand in Philadelphia.
Bei den Kongresswahlen des Jahres 1944 wurde Barrett im ersten Wahlbezirk von Pennsylvania in das US-Repräsentantenhaus in Washington, D.C. gewählt, wo er am 3. Januar 1945 die Nachfolge des Republikaners James A. Gallagher antrat. Da er im Jahr 1946 nicht bestätigt wurde, konnte er bis zum 3. Januar 1947 zunächst nur eine Legislaturperiode im Kongress absolvieren. In dieser Zeit endete der Zweite Weltkrieg. Bei den Wahlen des Jahres 1948 wurde Barrett erneut im ersten Distrikt seines Staates in den Kongress gewählt, wo er am 3. Januar 1949 Gallagher wieder ablöste. Nach 13 Wiederwahlen konnte er bis zu seinem Tod am 12. April 1976 im US-Repräsentantenhaus verbleiben. In diese Zeit fielen der Beginn des Kalten Krieges, der Koreakrieg, der Vietnamkrieg und innenpolitisch die Bürgerrechtsbewegung sowie im Jahr 1974 die Watergate-Affäre.